# Salaria economidisi
Salaria economidisi là một loài cá thuộc họ Blenniidae. Nó là loài đặc hữu của Hy Lạp. Môi trường sống tự nhiên của chúng là hồ nước ngọt. Nó bị đe dọa do mất môi trường sống.